# Paus Gregorius XIII
Paus Gregorius XIII, geboren als Ugo Buoncompagni (Bologna, 7 januari 1502 – Vaticaanstad, 10 april 1585) was paus vanaf 13 mei 1572.

## Levensloop
Ugo Boncompagni studeerde canoniek en civiel recht aan de Universiteit van Bologna en werd daar vervolgens docent. Tot zijn leerlingen behoorden onder andere Alessandro Farnese en Reginald Pole. In 1539 vertrok hij naar Rome en werd door paus Paulus III benoemd tot rechter en kreeg daarnaast enkele andere functies. Zes jaar later werd hij als jurist afgevaardigd naar het Concilie van Trente (1545-1563). Na zijn terugkeer vervulde hij diverse posten in de curia onder paus Julius III (1550-1555), die hem in 1555 benoemde tot prolegaat voor de Campagna. In 1558 werd hij benoemd tot bisschop van Vieste en werd hij tot priester gewijd. Een jaar later stuurde Pius IV hem als zijn afgevaardigde naar het Concilie van Trente. Daar bleef hij tot de afronding van het concilie in 1563. 
Na terugkeer in Rome werd hij in 1564 benoemd tot kardinaal met als titelkerk de basiliek San Sisto. In hetzelfde jaar werd hij als legaat naar Spanje gestuurd om onderzoek te doen naar de aartsbisschop van Toledo. Deze was door de Inquisitie gevangengenomen op beschuldiging van ketterij. Tijdens het onderzoek, dat twee jaar duurde, volgde een nieuwe benoeming: die van secretaris van de apostolische brieven. Na de dood van paus Pius V werd Ugo Boncompagni (vooral dankzij de invloed van kardinaal Granvelle) gekozen tot paus en nam hij de naam Gregorius XIII aan.
Op 5 oktober 1582 liet hij – met de bul Inter gravissimas – de gregoriaanse kalender invoeren, de kalender die wij vandaag nog hanteren. Door een fout in de juliaanse kalender liep deze inmiddels tien dagen achter op de seizoenen, zodat de voorjaarsequinox niet meer, zoals ten tijde van het Eerste Concilie van Nicea, waar de berekening van de Paasdatum was afgesproken, rond 21 maart viel, maar tien dagen eerder. Om dit te compenseren sloeg men na 4 oktober tien dagen over, waardoor het na 4 oktober 1582 15 oktober werd, en werd in het vervolg het aantal schrikkeljaren met 3 per 400 jaar verminderd (97 i.p.v. 100). Hij liet ook de toren van de pauselijke sterrenwacht bouwen (1580).
Boncompagni was de vader van Giacomo Boncompagni (1548-1612), die hij in 1572 erkende en die de stamvader werd van het prinselijk geslacht Boncompagni-Ludovisi.
Hij stierf op 10 april 1585 en werd opgevolgd door paus Sixtus V.

## Vernoeming
In 2023 heeft de Internationale Astronomische Unie een asteroïde Ugoboncompagni genoemd.
Cursief: tegenpaus